# 에스코 헤일리모
에스코 프레드릭 헤일리모(핀란드어: Esko Fredrik Heilimo: 1883년 4월 11일-1966년 8월 28일)는 핀란드의 법관, 경찰관이다.
1907년 이전까지는 성이 스웨덴식으로 혤만이었다. 그 부친은 원로원 원로를 역임한 프레드릭 베르너 혤만이다. 또한 남동생은 법관 에이노 헤일리모다. 쿠오피오에서 고등학교를 졸업하고 헬싱키 대학교에서 1905년 석사학위를 받았다. 1908년 법학석사 학위를 받았다.
1911년에서 1912년 사이 원로원 소송대리위에서 관료생활을 했고, 1919년까지 우시마주정부 서기를 지냈다. 1920년 타르투 조약 때 핀란드측 대표단 중 한명으로 참여했다.
1926년에서 1934년 사이 초대 핀란드 경찰총수를 역임했다.